# Alfred Sabail
Pour les articles homonymes, voir Sabail.
Alfred Sabail ou de Sabail, né Jean Joseph Napoléon Sabail le 12 juin 1840 au château Montus, Castelnau-Rivière-Basse, et mort le 4 août 1927 à Plaisance, est un magistrat, notaire, et homme politique français,,.

## Biographie

### Origine et famille
Il est le descendant d'une des plus anciennes familles de gens de robe et de la haute-bourgeoisie du Comté de Bigorre situé dans le Duché de Gascogne qui remontent au XIIIe siècle. Il existe depuis le XIIIe siècle, deux lieux-dit, Sabail et Métairie de Sabail, à Montus. La branche en ligne directe de sa famille descend de Gabriel Sabailh, homme de loi, né en 1663 à Termes d'Armagnac et décédé en son château à Montus, en 1743. Il épousa Marguerite Mieussens le 28 novembre 1689. Son fils, Pierre Sabailh (1690-1749), avocat en parlement, et époux de marguerite de Baccarrère (1700-1772), est le père de Aimé François de Sabail (1731-1801), conseiller du Roy, et son lieutenant de justice en Rivière-Basse. Le fils de François de Sabail, est Dominique de Sabail (1757-1799), avocat en parlement, juge de paix de Castelnau en 1790, membre du directoire du département des Hautes-Pyrénees, entre 1790 et 1793, époux de Marianne d'Aydie Lacoste (1758-1818), propriétaire du château d'Aydie dans le Madiran. Il acquit, au nom et pour le compte de son ami, Pierre Clair de Fondeville,  lors d' enchères publiques qui se sont déroulées entre le 27 mars 1791 et le 17 juillet 1791, l'abbaye de la Case-Dieu, pour le prix de 250 000 livres. 

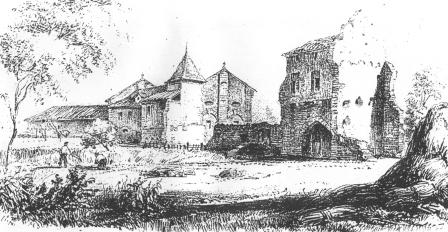
L'abbaye de la Case-Dieu vers 1840 par Alexandre Ducourneau.

Dominique de Sabail, eut un fils, Alexandre Sabail (1790-1841), juge de paix et maire de Castelnau Rivière Basse (1819-1826), qui épousa Emilie Dartigaux-Laplante (1803-1885), le 9 juin 1823. 
Alfred Sabail est le fils cadet d'Alexandre Sabail, né quelques mois avant son décès. Il est le frère de Pierre Sabail, juge de paix, et l'oncle de Jules Sabail, avocat, bâtonnier, juge de paix, deux fois maire de Castelnau Rivière Basse (1914-1920) et (1925-1935), membre du conseil d'administration de la Banque de France à Tarbes et de Joseph Sabail, notaire. Enfin, il est également l'oncle de Paul Sabail, sous préfet du Rhône, dernier propriétaire Sabail du château de Montus, et qui refusa par jalousie familiale, de le vendre à son cousin, Jean Charles L'officier, seule solution pour qu'il  reste dans la famille; abandonné à la fin des années 70, il fut vendu aux enchères publiques à Alain Brumont en 1980.  
Il épousa Louise Doat (1845-1892), mécène et collectionneuse française, le 20 janvier 1869, fille et héritière de Elmire Lanafoërt-Doat et Jean François Doat. Par ce mariage, deux des plus anciennes famille de noblesse de robe de Gascogne (depuis 700 ans), les Lanafoërt-Doat et Sabail, furent réunis. Il est le grand-père de Jean Charles L'officier et cousin des familles Dehon-Dahlmann, de Sadirac de Montesquiou, de Villeneuve, Ducuing, Cavaillès et Dareau-Laubadere.

### Carrière
Diplômé d'une licence en droit suivant la tradition familiale, par l'université impériale de Paris, le 2 décembre 1868; (son arrière-arrière-petit-fils, Christophe Chapelain L'officier, héritier de la dynastie, fut diplômé, 125 ans plus tard, de la même université, qui est actuellement l'université Panthéon-Assas), il est nommé, alors qu'il était le plus jeune conseiller municipal de Plaisance, et compte tenu de la situation insurrectionnelle après la défaite de Sedan, maire de Plaisance en 1870 et représentant du Gers, par le gouvernement de la commune de Paris, à la suite de l'emprisonnement pour dette et la fuite en Espagne de Bernard Adolphe de Cassagnac, l'ancien maire. Puis à la suite de son mariage, avec Louise Doat, qui l'apportait en dot, il reprit à 37 ans, la charge de notaire détenu par les lanafoërt-Doat depuis 1593 à Plaisance. Nommé suppléant du juge de paix, pour le canton de Plaisance, en 1873, puis nommé à la présidence de la chambre des notaires du Gers, il fut un conseiller technique écouté du département du Gers, on lui doit notamment le rapport Sabail de 1876, qui mis en place le découpage électoral de tous les cantons du Gers, et qui était toujours d'actualité jusqu'à la réforme de 2014. Républicain convaincu, d'une part par tradition familiale, sa famille fit partie de la haute bourgeoisie éclairée qui participa activement à la révolution française, et d'autre part par conviction profonde, il fit respecter l'idéal républicain, face à l'obscuratisme sciemment entretenu par les partisans de l'extrême droite et de Napoléon III dans le département du Gers. Il fut ainsi le grand maire républicain de Plaisance entre 1908 et 1920, et un conseiller municipal influent pendant plus de 50 ans. On lui doit notamment l'agrandissement de la place de la mairie dans les proportions actuelles. Amoureux des belles lettres, et notamment des auteurs du XVIIIe siècle, il fut membre de la société académique des Hautes-Pyrénées et de l'académie de Paris. Il était ami, ainsi que sa femme, Louise Doat-Sabail, marchande d'art, du peintre Jules Adler.

### Descendance
Il eut cinq enfants, Louis Sabail (1868-1945), docteur en droit, magistrat à Paris, auteur de la thèse de doctorat, la destitution des officiers ministérielssans descendance, mort pour la France en 1945 ; Marie Sabail (né en 1873) épouse de Paul Martin, docteur en droit, sous-intendant des troupes coloniales, chevalier de la Légion d'honneur,  qui eut deux fils, Alfred Martin (1899-1916), Aspirant, mort pour la France à Verdun ; et Louis Martin, ingénieur agronome, époux de Blanchette Roux, décédé en 1959 à Plaisance;  Aglaé Sabail, née à Plaisance le 18 octobre 1878, artiste, épouse de Louis Bonnafont, né à Plaisance le 25 août 1874, ancien huissier près la Cour de Cassation à Paris, croix de guerre (1914-1918), sans descendance ; Henriette Sabail-L'officier (1880-1962), son héritière, épouse de Pierre Marius L'Officier (1872-1916), capitaine de l'État-major de l'armée française du Tonkin, croix de guerre, officier de la Légion d'honneur (1913), chevalier de Malte ; mère de Charlotte (1910-2001), épouse Chapelain L'officier et de Jean Charles L'officier (1913-1974);  Émile Sabail (1882-1916), lieutenant, mort pour la France à Verdun, officier de la Légion d'honneur, sans descendance. Déjà touché par la disparition soudain de sa femme en 1892, Alfred Sabail eu donc à affronter un nouveau drame, puisqu'il perdit trois membres de sa famille lors de la première guerre mondiale, son fils, Émile, son petit-fils, Alfred, et son gendre Pierre Marius. Ainsi en désespoir de cause, il éleva seul , avec sa fille Henriette, veuve de Pierre Marius L'officier, ses derniers petits enfants, Charlotte et Jean Charles L'officier, héritier de la dynastie.

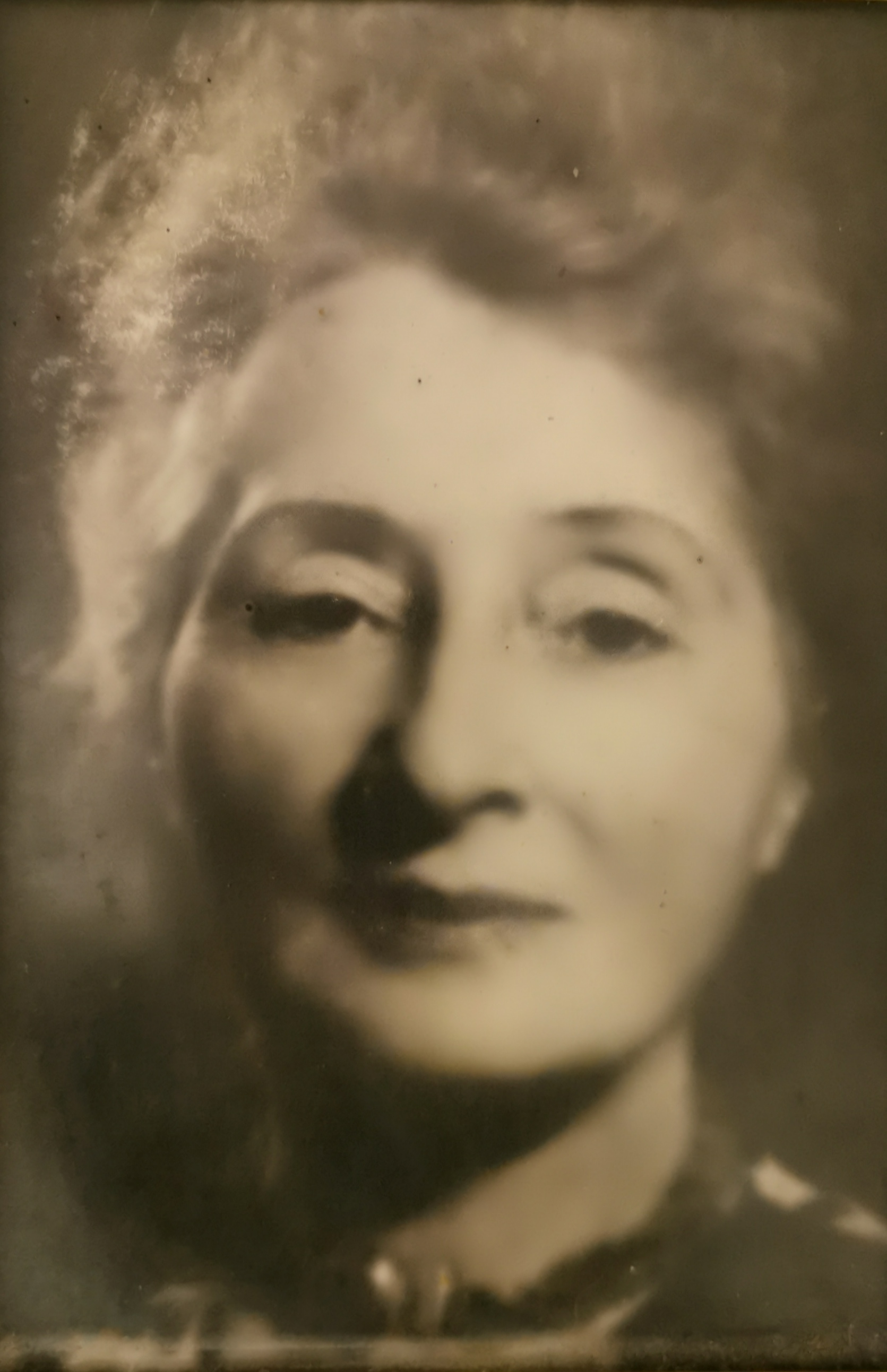
Henriette Sabail-L'officier (1880-1962), fille d'Alfred Sabail, épouse de Pierre Marius L'officier, arrière grand-mère de Christophe Chapelain L'officier. Collection particulière.

Héritier des Lanafoërt-Doat par sa femme, il était au début du XXe siècle le premier propriétaire foncier de Lasserade avec une propriété composé de bois et de vigne, de plus de 50 hectares qui englobait le fief historique du Castel Lanafoërt, au lieu-dit Lanafoërt. Outre un hôtel particulier à Paris, rue de Verneuil, propriété des Sabail depuis le XVIIIe siècle, les Sabail étaient propriétaires à Tarbes de l'immeuble à l'angle des rues André-Fourcade et Eugène-Ténot, dont l'architecture de la fin du XIXe siècle rappelle aux Tarbais la richesse de leur patrimoine. Racheté le 11 octobre 1982 par la ville de Tarbes, ce magnifique immeuble, situé au n°11 de la rue André-Fourcade, accueille depuis 1989, les bureaux des services techniques municipaux.
À son décès, en 1927, plus de 1000 personnes furent présentes lors de la cérémonie d'enterrement et l'éloge funèbre du bâtonnier des avocats du Gers, Maître Destouet, fut publié dans le journal La Dépêche du Midi, du 2 août 1927 soulignant la trace que laisse Alfred Sabail dans la mémoire collective du Gerset des Hautes-Pyrénées. 
Au titre de la préservation du patrimoine français, une partie des archives familiales de la famille Sabail, fut rachetée par les départements des Hautes-Pyrénées (archives de Tarbes) et des Pyrénées-Atlantiques (archives de Pau).
Alfred Sabail est le trisaïeul de Christophe Chapelain L'officier, dernier héritier de la dynastie.